# بیالا پولیانا
بیالا پولیانا (به بلغاری: Byala polyana) یک منطقهٔ مسکونی در بلغارستان است که در شهرستان کاردژالی واقع شده‌است.